# Chalenata
Chalenata là một chi bướm đêm thuộc họ Noctuidae.